# Rudolf Staehelin
Rudolf Staehelin (também Stähelin; Basileia, 28 de agosto de 1875 — Basileia, 26 de março de 1943) foi um clínico suíço.

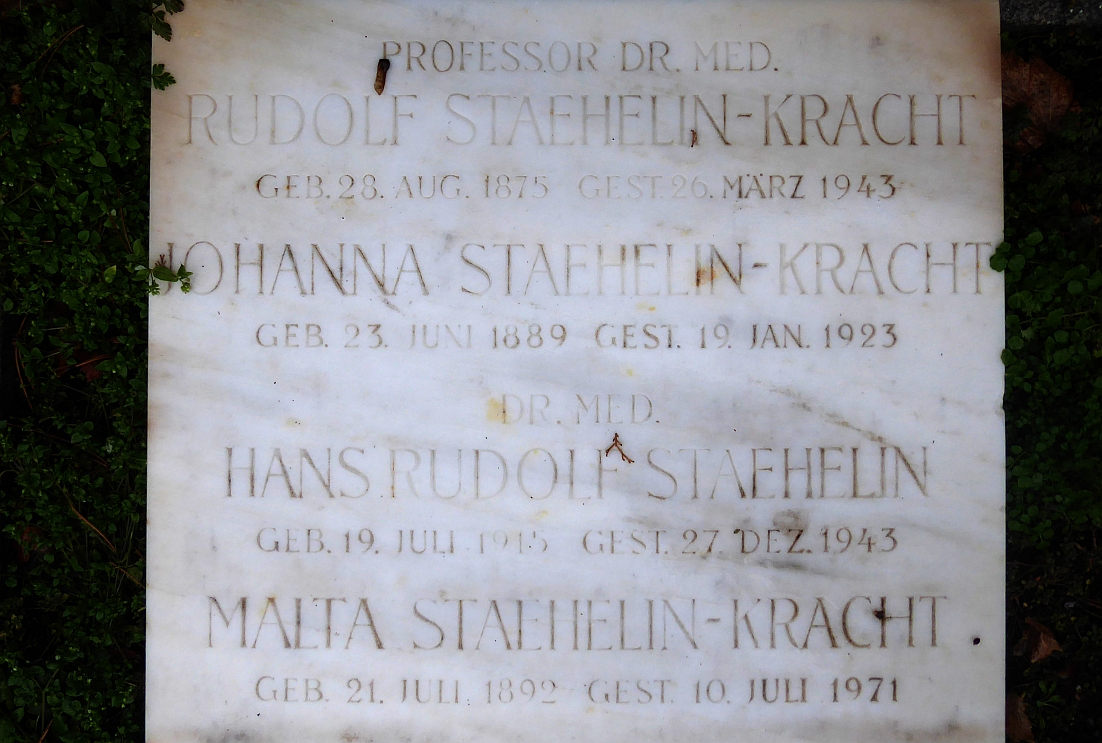
Sepultura no Wolfgottesacker, Basileia

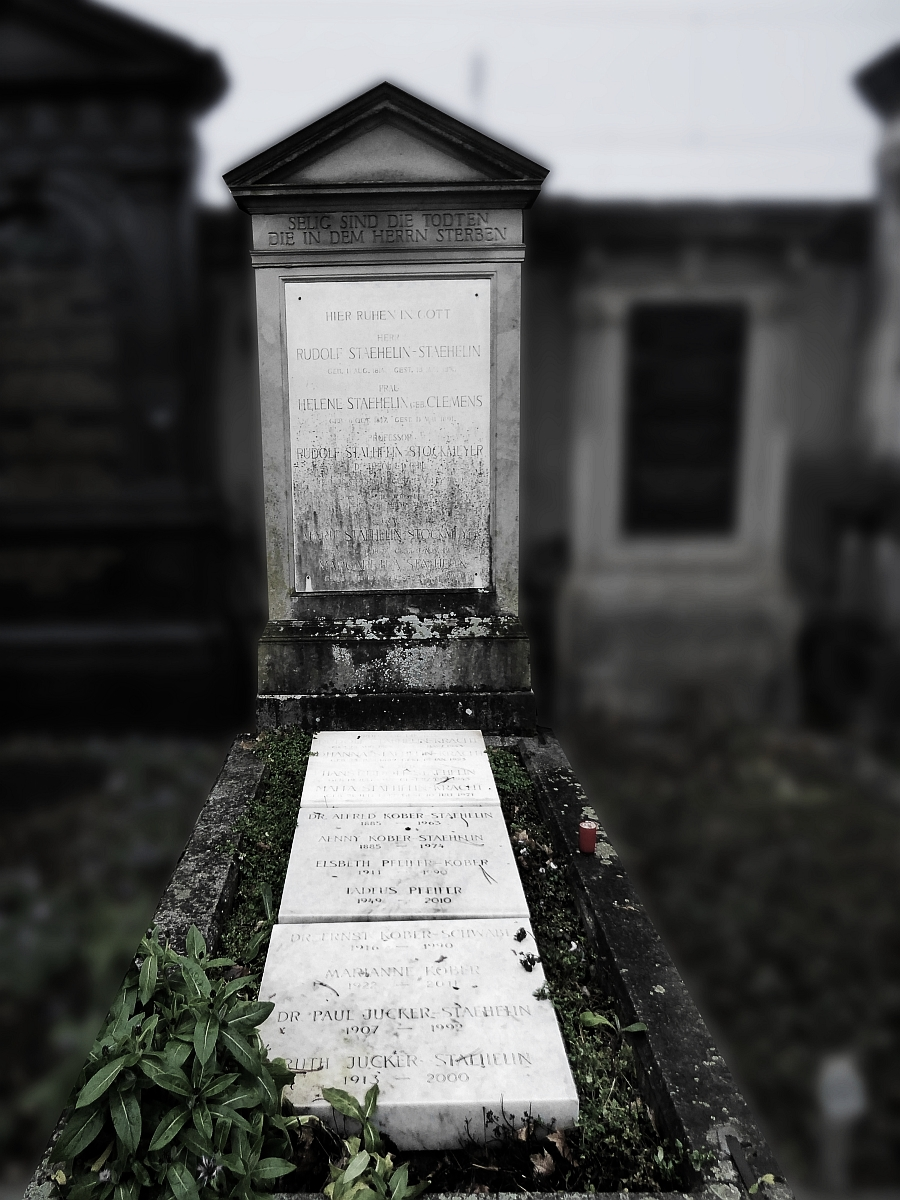
Sepultura das famílias Stähelin-Clemens-Stockmayer-Kracht-Kober-Pfeifer-Schwabe-Jucker no Wolfgottesacker, Basileia

Estudou medicina na Universidade de Basileia, Universidade de Tübingen e Universidade de Munique. Obteve um doutorado em 1901 na Universidade de Basileia. Foi a partir de 1902 docente na Universidade de Basileia, a partir de 1906 na Universidade de Göttingen e a partir de 1907 na Universidade de Berlim. Em 1912 casou com uma filha do editor berlinense Ulrich Kracht, Johanna, e em 1924 com sua irmã Malta. De 1911 a 1943 foi professor de clínica médica em Basileia. Em 1932 foi eleito membro da Academia Leopoldina.
Foi com Leo Mohr o primeiro editor do Handbuch der inneren Medizin publicado a partir de 1911 pela Springer Verlag.

## Obras
- com Leo Mohr: Handbuch der inneren Medizin. Springer, Berlin 1951; 4. edição, editada por Gustav von Bergmann, Walter Frey e Herbert Schwiegk. Volumes I,1 – IX,3. Berlin/Göttingen/Heidelberg 1952–1960.
- Grundsätzliches zur Bewertung des Erfolges von Arzneimitteln. In: Schweizer Medizinische Wochenschrift. Jahrgang 73, Nr. 19/20. Schwabe, Basileia 1943.
- Pro et Contra der Sulfanilamidtherapie. Vortrag. In: Schweizerische Medizinische Wochenschrift. Jahrgang 72, Nr. 8. Schwabe, Basileia 1942.
- Die flüchtigen Lungeninfiltrate. In: Schweizerische Medizinische Wochenschrift. Jahrgang 72, Nr. 29. Schwabe, Basileia 1942.
- Die Klinik des Bronchial- und Lungenkrebses. Referat. Tagung der Schweizerische Nationalliga für Krebsbekämpfung in Basel am 29./30. November 1941. In: Schweizerische Medizinische Wochenschrift. Jahrgang 72, Nr. 39. Schwabe, Basileia 1942.
- Ermüdung und Krankheit. In: Schweizer medizinische Wochenschrift. Jahrgang 72, Nr. 28. Schwabe, Basileia 1942.

## Ligaçôes externas
- Literatura de e sobre Rudolf Staehelin (em alemão) no catálogo da Biblioteca Nacional da Alemanha